# Уркат
Уркат — река в России, протекает по Нижегородской области, Починковский район, Лукояновский район, Первомайский район и Республике Мордовия, Ельниковский район, правый приток Мокши (бассейн Волги).
Длина реки составляет 63 км, площадь водосборного бассейна — 501 км².

## Течение
Берёт начало в лесном массиве Коммунарского лесничества Разинского лесхоза на Мордовской возвышенности, которая является частью Приволжской возвышенности в Нижегородской области, в 3 км западнее с. Новотроицкое Починковского района.
В верхней своей части река протекает в лесном массиве, который представляет собой сохранившиеся участки коренных высоковозрастных дубрав, чередующиеся с участками производных лиственных сообществ — липовыми, кленово-липовыми, кленовыми, осиновыми и березовыми До границы с Мордовией река Уркат протекает на юго-запад по территории Починковского и Лукояновского района Нижегородской области. На этой территории нет поселений.
После пересечения границы с Мордовией река течёт на северо-запад, в ландшафтах смешанных лесов водно-ледниковых равнин Ельниковского района и на реке появляются первые деревни Вилла, Алексеевка, Ольшанка, Клева, посёлок Избяной. У деревни Алексевка в реку Уркат вливается его приток Сухой Уркат. Далее Уркат течет через село Надеждино. У села Новоникольское в реку Уркат вливается его основной приток — река Кутукс.
Далее река Уркат протекает на запад по границе республики Мордовии, Ельниковский район и Нижегородской области Первомайский район. На левом берегу в республике Мордовия находится деревня Муравлянка. Чуть далее, по правому берегу в Нижегородской области располагается село Русиново.
После села Русиново река Уркат поворачивает на Юго-запад до её слияним с рекой Мокша. По её берегам располагаются поселения Свободный, Красные Горки, Будаево, Вольный, Каржеманы, Большой Уркат, Полочино, Малый Уркат, Чурино.
Устье реки находится в 295 км по правому берегу реки Мокша, недалеко от деревни Старые Русские Пошаты.

## Притоки
- 37 км: Кутукс (пв)
- Сухой Уркат (лв)

## Водный режим
Норма стока — 2 м³/с. Минимальный среднемесячный сток в летний период — 0,2 м³. Гидрологический режим характеризуется наличием высокого весеннего половодья, низкой летне-осенней меженью, нарушаемой в дождливые годы двумя тремя паводками, и устойчивой зимней межени. Весенний подъём уровня начинается ещё в период ледостава в третьей декаде марта — начале апреля. Спад сравнительно медленный. Заканчивается половодье в середине мая начале июня. Его продолжительность составляет в среднем полтора два месяца, в отдельные годы больше. Река имеет снеговое питание. Ледовые явления начинаются с образованием заберегов и наступают в среднем в первой половине ноября. Замерзание рек происходит в конце ноября — первой декаде декабря. Устойчивый ледяной покров держится 4—5 месяцев. Толщина льда достигает в среднем 85 см, а в суровые зимы — до 115 см.

## Экологическое состояние
Качество вод в реке соответствует среднему по республике Мордовия (категориям «умеренно загрязненные» и «загрязненные»).
Основными источниками загрязнения поверхностных вод сельского поселения являются сельскохозяйственные предприятия. В настоящее время очистные сооружения поселения Новоникольское не обеспечивают надлежащую очистку сточных вод.
Размер водоохранной зоны для реки Уркат — 100 м. Ширина прибрежной защитной полосы устанавливается в зависимости от уклона берега водного объекта и составляет тридцать метров для обратного или нулевого уклона, сорок метров для уклона до трех градусов и пятьдесят метров для уклона три и более градуса.

## Данные водного реестра
Относится к Окскому бассейновому округу, водохозяйственный участок реки — Мокша от истока до водомерного поста города Темников, речной подбассейн реки — Мокша. Речной бассейн реки — Ока. Код объекта в государственном водном реестре — 09010200112110000027834.